# Server Djeparov
Server Djeparov (ou Server Jeparov) né le 3 octobre 1982 à Tchirtchik en Ouzbékistan (ex-URSS) est un ancien footballeur international ouzbek évoluant au poste de milieu offensif. Il est actuellement entraîneur de l'équipe d'Ouzbékistan -14 ans et l'entraîneur adjoint de l'Ouzbékistan.
Il possède également la nationalité russe.
Server réalise l’intégralité de sa carrière sur le continent asiatique (Ouzbékistan, Corée du Sud, Arabie saoudite et Iran), bien qu'il ait eu des opportunités d’évoluer en Europe.
Il est sélectionné en équipe d'Ouzbékistan depuis 2002. Il compte 128 sélections pour 25 buts, détenant le record de sélections. Il fait partie de la belle génération ouzbek en compagnie de Timur Kapadze, Maksim Chatskikh, Odil Ahmedov ou encore Vitaliy Denisov qui connaît des hauts comme les parcours en coupes d'Asie, avec une demi finale en 2011, mais également des désillusions comme les qualifications en coupe du monde ratées souvent lors des derniers matchs décisifs pour décrocher le billet historique.
Il est élu meilleur joueur ouzbek à deux reprises en 2008 et 2010, et meilleur joueur asiatique deux fois également, en 2008 et 2011. Il est aussi meilleur buteur du championnat d'Ouzbékistan en 2008 avec 19 buts.

## Biographie

### Carrière en club

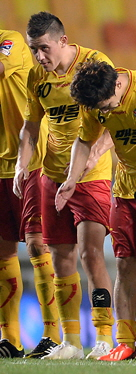
Djeparov jouant pour Ulsan Hyundai

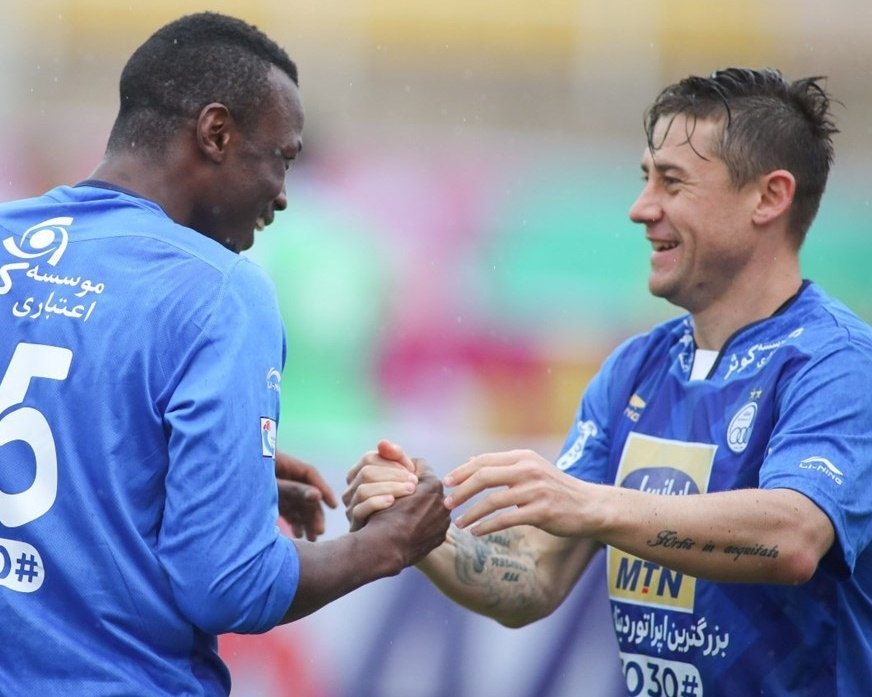
Djeparov avec Mame Thiam en 2018.

Server Djeparov fait ses débuts en professionnel en première division ouzbek à Namangan.
En 2002, il s'engage avec le Pakhtakor Tachkent, avec qui il remportera six titres de champion d'Ouzbékistan.
En 2008, il signe au FC Bunyodkor pour 750 000 € où il joue avec Rivaldo, en étant entraîné par Zico. Il est champion d’Ouzbékistan deux saisons de suite, et se classe meilleur buteur du championnat en 2008 avec 19 buts.
Lors de la saison 2008/2009, Chelsea souhaite le recruter et lui propose un essai. L'ancien attaquant brésilien Rivaldo qui évolue avec lui au FC Bunyodkor dit alors à son sujet : « Il est de loin assez bon pour évoluer dans un championnat européen ». La transaction ne se fait finalement pas.
Il est prêté au FC Séoul avec option d'achat lors de l'été 2010, l'option est levée en février 2011 pour 800 000 €.
Il signe en juillet 2011 en Arabie saoudite dans le club d'Al-Shabab Riyad, pour un montant d'1 300 000 € avec lequel il est sacré champion lors de la saison 2011/2012.
Il retourne en Corée du Sud à Seongnam le 20 février 2013 pour 550 000 €.
En fin de contrat à Seongnam, il s'engage à Ulsan Hyundai en 2015.
Il est de retour dans son pays natal avec le Lokomotiv Tachkent en 2016, avec lequel il remporte personnellement son neuvième titre de champion d'Ouzbékistan.
En février 2017, il découvre le championnat iranien à Esteghlal pour 800 000 €. Il est dans la foulée prêté à Sepahan pour six mois, avant de retourner dans son club de Téhéran le 30 juin 2017. Le 26 juillet 2018, le président d'Esteghlal, Amirhossein Fathi, a annoncé que Djeparov allait quitter le club après que les parties n'aient pas pu s'entendre sur les conditions de renouvellement de son contrat.
Le 26 juillet 2018, Djeparov a rejoint le club kazakh Zhetysu jusqu'à la fin de la saison. Il a fait ses débuts dans la Ligue le 16 septembre lors d'un match à l'extérieur contre le FC Tobol et a marqué le but de l'égalisation sur un penalty (2-2), il a joué 290 minutes.
Djeparov a rejoint Metallurg Bekabad en janvier 2019.

### Carrière en sélection
Djeparov est sélectionné pour la première fois en équipe d'Ouzbékistan le 14 février 2002. Il inscrit son premier but le 11 octobre 2003, en amical contre les Émirats arabes unis (score : 2-2). Il marque son premier doublé le 2 juin 2008, contre l'équipe de Singapour, lors des éliminatoires du mondial 2010. Les ouzbeks s'imposent sur le large score de 3-7.
Avec sa sélection, il participe à quatre campagnes qualificatives pour les coupes du monde en 2006, 2010, 2014 et 2018 où les Ouzbeks loupent à chaque fois de justesse leur première qualification pour un mondial.
Il participe aussi à quatre coupe d'Asie des nations en 2004 (1/4 de finale), 2007 (1/4 de finale), 2011 (4e place) et 2015 (1/4 de finale).
Server compte 128 sélections et 25 buts, c'est le recordman de la sélection ouzbèke.

### Carrière d'entraîneur
Djeparov a été nommé entraîneur de l'Ouzbékistan U-14 le 28 janvier 2020,. Sept mois plus tard, il est devenu l'entraîneur adjoint de l'Ouzbékistan.

## Vie privée
Né en Ouzbékistan de parents Tatars de Crimée et russe, il parle couramment le russe mais ne parle quasiment pas ouzbek.
Il a deux enfants, une fille Veronika et un fils prénommé Raul, en référence au joueur du Real Madrid.

## Palmarès

### Avec le Pakhtakor Tachkent
- Champion d'Ouzbékistan en 2002, 2003, 2004, 2005, 2006 et 2007
- Vainqueur de la Coupe d'Ouzbékistan en 2002, 2003, 2004, 2005, 2006 et 2007
- Vainqueur de la Coupe de la CEI en 2007

### Avec le FC Bunyodkor
- Champion d'Ouzbékistan en 2008 et 2009
- Vainqueur de la Coupe d'Ouzbékistan en 2008

### Avec le FC Séoul
- Champion de Corée du Sud en 2010
- Vainqueur de la Coupe de Corée du Sud en 2010

### Avec l'Al-Shabab
- Champion d'Arabie Saoudite en 2012

### Avec le FC Seongnam
- Vainqueur de la Coupe de la ligue sud coréenne en 2014

### Avec le Lokomotiv Tachkent
- Champion d'Ouzbékistan en 2016
- Vainqueur de la Coupe d'Ouzbékistan en 2016

### Avec l'Esteghlal Téhéran
- Vainqueur de la Coupe d'Iran en 2018

## Distinctions personnelles
- Joueur asiatique de l'année en 2008 et 2011
- Joueur de l'année en Ouzbékistan en 2008 et 2010
- Meilleur buteur du championnat ouzbek en 2008 avec 19 buts